# Letterpolis
Een letterpolis, gietpolis, gietcedel of compleet stel is de verdeling van het aantal letters in een letterkast op basis van de verhouding waarin deze voorkomen in een taal. Als de letterpolis niet overeenkomt met de letters uit een te drukken tekst, dan kan de letterkast te weinig letters bevatten, zodat de tekst in meerdere keren gedrukt moet worden, er elders letters geleend moeten worden of een ander lettertype moet worden gebruikt waarvan de letterkast wel voldoende letters bevat.
Deze verdeling van letters is verschillend bij de kapitalen en onderkast, waarbij die eersten minder ruimte innemen, aangezien de kapitalen vooral aan het begin van een zin worden gebruikt. Daarnaast kunnen er ook kleinkapitalen, accentletters en ligaturen zijn opgenomen, zowel in romein, cursief als halfvet, evenals cijfers en leestekens.

## Taal

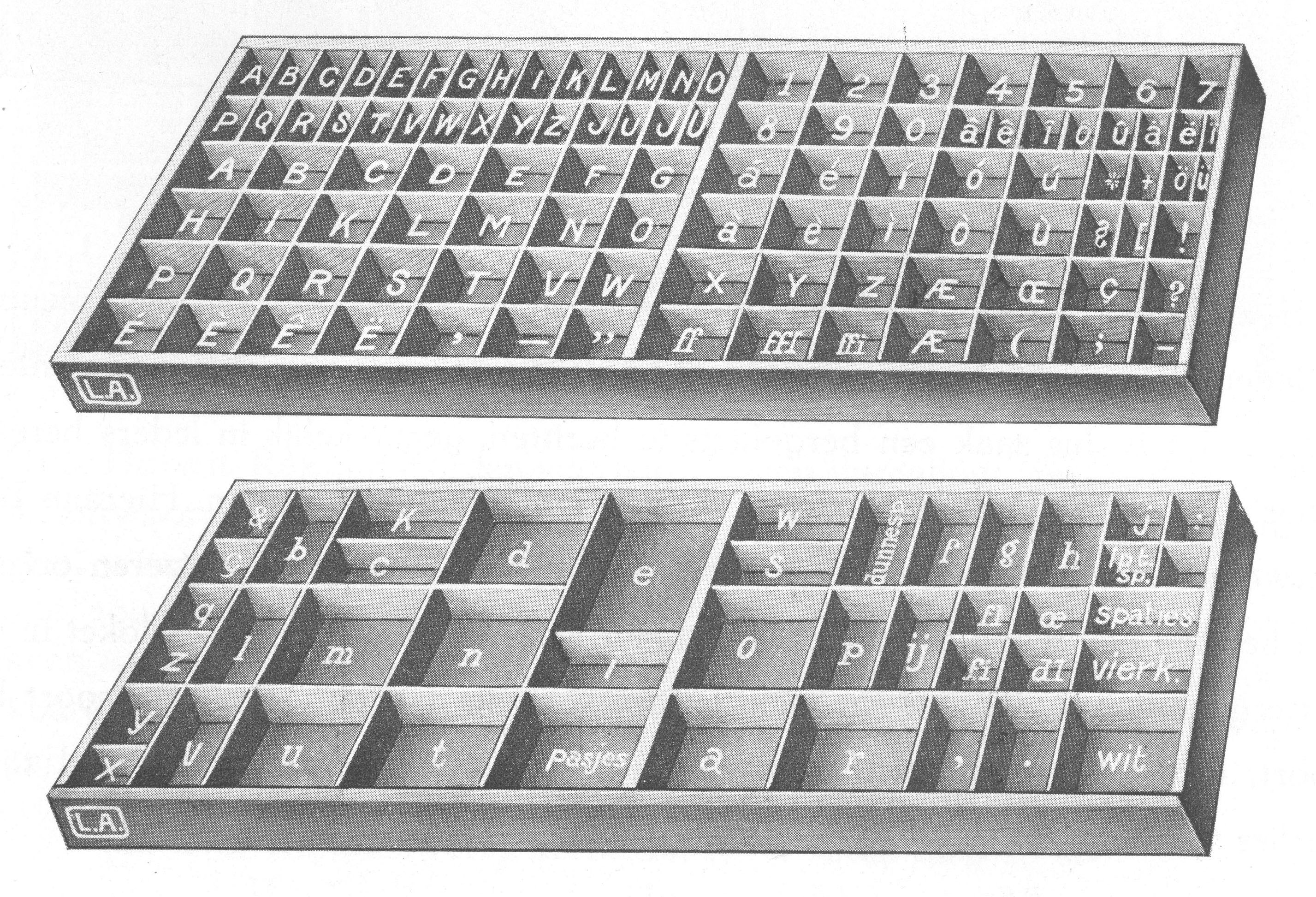
Boven- en onderkast volgens Nederlandse letterpolis. Linksboven in de bovenkast de klein kapitaaltjes die in de driekwartkast niet meer voorkomen

De verdeling varieert per taal. Zo komen in het Latijn m, n en u veel voor, in het Engels p, t en w, in het Italiaans i en o, in het Frans a, i, l, p, q, u en s en meer accentletters en in het Nederlands e, n, a, t, i, r, o en d.
Voor een Nederlandse polis van 170 Nederlandse pond betekende dat 16 pond e's, 12,5 pond n's, 8 pond a's, 1 pond j's en x-en en een kwart pond á's, è's en é's.

## Gewicht
Op basis van de taal en het gebruikte korps heeft elke letterpolis een zeker gewicht in loden letters en werd dan ook wel zo uitgedrukt. Zo weegt een polis van 100.000 letters:
- Nonparel (6-punts): ±46 Nederlandse pond
- Brevier (7,5-punts): ±70 Nederlandse pond
- Garmond (9-punts): ±115 Nederlandse pond
- Dessendiaan (10-punts): ±133 Nederlandse pond
- Mediaan (11-punts): ±160 Nederlandse pond
- Augustijn (12-punts): ±310 Nederlandse pond
- Tekst (16-punts): ±400 Nederlandse pond

Daarbij zijn de spaties en kwadraten niet meegenomen. Voor elke 10 pond werden een pond spaties en een pond kwadraten toegevoegd.

## Omvang
Omvangberekeningen werden wel gemaakt op basis van de zetbreedte van 50- of 100-letterpolis, waarbij 50 of 100 letters volgens de letterpolisverdeling achter elkaar werden gezet, waarvan de breedte werd gemeten in punten of mm. Duitse teksten hebben meer kapitalen, zodat de zetbreedte groter is.